# كيفن هالر
كيفن هالر هو لاعب هوكي الجليد كندي، ولد في 5 ديسمبر 1970 في Trochu, Alberta ‏ في كندا.

## وصلات خارجية
- كيفن هالر على موقع دوري الهوكي الوطني (الإنجليزية)
- كيفن هالر على موقع قاعة مشاهير الهوكي (لاعب أن.إتش.أل) (الإنجليزية)
- كيفن هالر على موقع EliteProspects.com (الإنجليزية)
- كيفن هالر على موقع Eurohockey.com (الإنجليزية)
- كيفن هالر على موقع HockeyDB.com (الإنجليزية)
- كيفن هالر على موقع Hockey-Reference.com (الإنجليزية)